# Barberey-Saint-Sulpice
Barberey-Saint-Sulpice is een gemeente in het Franse departement Aube (regio Grand Est). De plaats maakt deel uit van het arrondissement Troyes. Barberey-Saint-Sulpice telde op 1 januari 2022 1.551 inwoners.

## Geografie
De oppervlakte van Barberey-Saint-Sulpice bedroeg op 1 januari 2022 9,36 vierkante kilometer; de bevolkingsdichtheid was toen 165,7 inwoners per km².
De onderstaande kaart toont de ligging van Barberey-Saint-Sulpice met de belangrijkste infrastructuur en aangrenzende gemeenten.

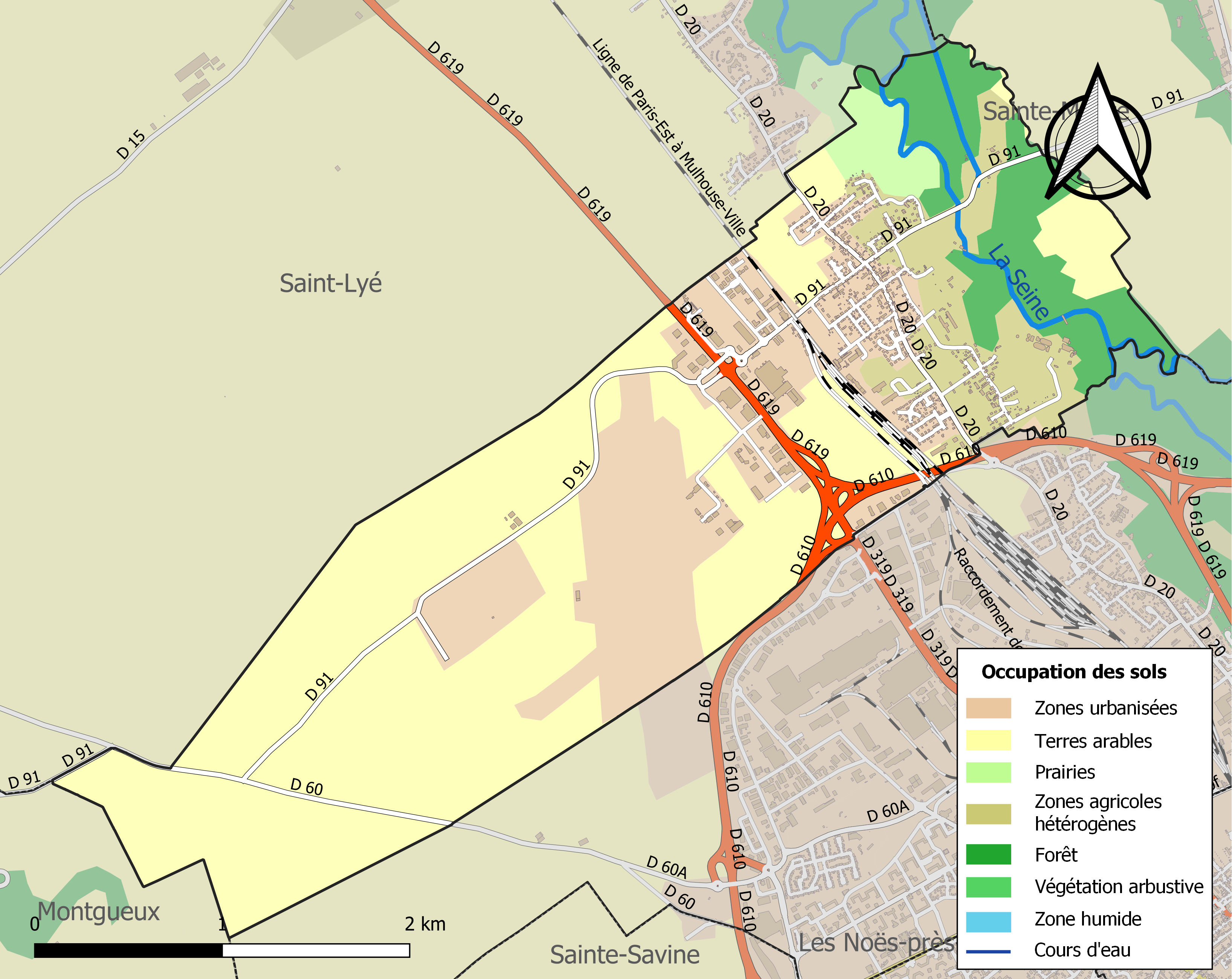

## Demografie
Onderstaande figuur toont het verloop van het inwonertal (bron: INSEE-tellingen).

Vanwege een beveiligingsprobleem met de MediaWiki Graph-software is het momenteel niet mogelijk deze grafiek weer te geven. Zodra de software is bijgewerkt zal de grafiek vanzelf weer zichtbaar worden.